# Одбијање вакцинације
Одбијање вакцинације односно недовођење детета на вакцинацију  се према  Посебном протоколу система здравствене заштите и заштите деце од злостављања и занемаривања Министарства здравља Републике Србије, сврстава у облик занемаривања детета. С обзиром да је чланом 6. Породичног закона, утврђено да држава има обавезу да предузима све потребне мере за заштиту детета од занемаривања и злостављања, круг спровођења обавезне вакцинације је тиме затворен јер се  сматра обавезним

## Опште информације
Вакцина стимулише имуни систем да ствара антитела која штите вакцинисанu особу од одређене болести. Ако је већина становништва у некој заједнице вакцинисана против неке болести, биће заштићена цела заједница, чак и онaj њен део  који није примио вакцину, али само под условом да је вакцином обухваћено више од 95% популације. Вакцинација је доказана и исплатива стратегија јавног здравља која је драстично умањила морбидитет и смртност деце у целом свету.
Вакцинација (имунизација) сваке године спашава милионе живота, јер помаже у заштити деце од озбиљних болести. Стога она заузима централно место у смањењу смртности и очувању здравља деце.
Иако вакцине данас штите више деце него икад раније кроз човекову вишемиленијумску историју, ипак скоро свако пето новорођенче на свету, односно око 19,5 милиона деце, не прима најосновније вакцине. То ову популацију чини рањивом на опасне болести, на шта указује податак да више од 1,5 милиона деце годишње умре од болести које се могу спречити вакцином.
Вакцинација је доказана, исплатива стратегија јавног здравља која штити и појединце и целу заједницу. Истовремено, имунизација је постала жртва свог успеха јер су многе болести које се могу спречити вакцином постале тако ретке да неки људи верују да су заувек искорењене, тако да не схватају користи имунизације и олако из незнања или намерно и свесно одбијају вакцинацију своје деце.

## Одбијања вакцинације као облик занемаривања детета
Занемаривање је најчешћи облик насиља над децом, како су показале многе студије у Енглеској, САД, Аустралији и Канади. Последице занемаривања по појединца и укупно оптерећење занемаривања по друштво тешко је сагледати у правом светлу и обиму јер велики број случајева остаје на глобалном нивоу непријављен.   
Медицинско занемаривање детета као облик ускраћивања детету законом прописане или од стручњака препоручене здравствене заштите, у које спадају поред осталог и препоручени превентивни програме (нпрвакцинације), али и терапијски поступци.
Занесени дебатама, људи често заборављају базичну статистику Уједињених нација која је више него јасна: 
- Од 2000. године, широм света је против болести које се могу спречити, вакцинисано око 440 милиона деце. То је, како се процењује, спречило смрт 6 милиона малишана.
- С друге стране, 22,6 милиона деце још није вакцинисано, а годишње од последица болести против којих постоји вакцина, премине 1,5 милион деце млађе од пет година.[9]

## Могући узроци одбијања вакцинације
До одбијања вакцинације према спроведеним истраживања у Србији обично долази због:
- верске припадност;
- културних митова о штетности вакцинације
- ирационалних и рационалних ставовова родитеља, страх од нуспојава;
- недостатка научне писмености и неповерењa у науку;
- теорије завере о вакцинацији;
- неповерење у здравствени систем;
- неповерења у политички систем и институције (политичка аномија);
- конспиративни менталитет;
- погрешног извештавања медија.

Оправдања за овакво понашање родитеља су бројна – од религијских, обичајних до разлога везаних за популарну (суб)културу; од ирационалних до рационалних.
- недостатка веродостојних информација,
- неразумевања датих информација,
- добијања супротстављених информација из различитих извора.[13]

Сваки од наведених разлога захтева адекватан одговор и додатни напор здравствених радника и различитих институција у оквиру државе да се родитељ ослободи заблуда, незнања и предрасуда, а све то у пре свега у интересу здравља детета и његовог окружења.
Све ове баријере су јаче изражене код родитеља такозване „угрожене деце“ (прерано рођене, хронично болесне) или код родитеља који су посвећени некој идеологији или уверењу (на пример, верско уверење које директно забрањује вакцинацију, мит о штетности вакцинације као део културног фолклора  или вербалне традиције).

## Поступак здравствене службе и инспекције МЗ
Поступак падијатра и здравственеинспекције у случају одбијања вакцинације детета, спрооводи се у више корака, на нивоу здравствене установе и на нивоу Министарства здравља:
Поступак на нивоу здравствене установе
У случају да родитељ одбије вакцинацију детета, педијатар је дужан:
Прво —  да укаже  родитељу на све последице одбијања вакцинације, по здравље детета, и на правне последице његовог поступка. 
Друго — покуша да промени одлуку родитеља. 
Треће — да уколико родитељ устрајава у својој одлуци, затражи његову писмену изјаву о одбијању вакцинације. 
Четврто — да уколико родитељ одбије да потпише изјаву о одбијању вакцинације, о томе сачини службену белешку,  и то евидентира у медицинској документацији (нпр овом облику родитељ упозорен на последице одбијања вакцинације, затражена писмена изјава коју је родитељ одбио да да).
Пето — да о одбијању вакцинације обавести санитарну инспекцију Министарства здравља Србије 
Поступак на нивоу инспекције Министарства здравља
По пријему обавештења о одбијању ваккцинације детета од стране родитеља инспекција Министарства здравља Србије која је надлежна да контролише спровођење Закона о заштити становништва од заразних болести по убрзаном поступку:
- Донесе решење са налогом родитељима да доведу дете у одређеном року на вакцинацију,
- Поднесе захтев за покретање прекршајног поступка (код надлежног прекршајног суда) против родитеља ако он није поступи по решењу санитарног инспектора.[15]

## Друштвене околности
Светска здравствена организација упозорава да ризици од имунизације добијају несразмерно више медијске пажње него позитивни ефекти имунизације. Поред тога, здравствене информације су постале јавно доступне на интернету али статус истинитих и лажних информација је подједнак, а наука и псеудознаука нису јасно разграничене, тако да стручњаци и лаици заузимају једнак медијски простор и и зато могу имати једнак утицај на кориснике информација о имунизацији.
Друштво – држава – има примарну улогу у спречавању занемаривања и ублажавању последица када је реч о вакцинама. Улога државе је да обезбеди широку доступност вакцина, довољан број здравствених радника који ће применити вакцине, али и широку доступност потпуне информације – усклађене потребама родитеља различитог образовног, језичког, религијског и другог опредељења.
Са друге стране држава је дужна да спречи ширење дезинформација о вакцинама путем дигиталних и друштвених платформи, ко једног од фактора који лежи иза пораста броја нецепљене деце и избијања болести широм света. У таквим условима питање да ли је вакцинација обавезна или не постаје споредно питање, јер је оно у Србији и многим земљама у свету законски решено.
Међутим, оно што је неопходно је да српско друштво промени начин комуникације и однос према родитељима (детету) да би вакцинација била успешна и постала друштвена норма која ће се поштовати и одвијати без принуде, уз пуну сагласност родитеља који су оспособљени да донесу исправну одлуку на бази што квалитетнијих и разумљивих информација и уз пуно поштовање права детета.